# Georg Faber
Georg Faber   (Kaiserslautern, 5 d'abril de 1877 - Múnic, 7 de març de 1966) va ser un matemàtic alemany.

## Vida i obra
Faber va estudiar matemàtiques i física a les universitats de Göttingen i Múnic, obtenint el doctorat en aquesta última el 1902. El 1905, va obtenir l'habilitació per la docència a la universitat de Würzburg. A continuació va estar treballant pocs cursos a diferents universitats (Tubinga, Stuttgart, Königsberg i Estrasburg), fins al 1916 en que va ser nomenat professor de la universitat Tècnica de Múnic, en la qual va romandre fins a la seva jubilació el 1946.
En acabar la Segona Guerra Mundial (1945) va ser nomenat rector de la universitat per les forces aliades, i es va encarregar de restablir les classes el 1946.
Faber és recordat, sobre tot, pels polinomis que porten el seu nom (1903) que, gràcies a la seva interessant estructura, han tingut nombroses aplicacions a diferents camps de les matemàtiques. També és l'autor d'un teorema sobre la convergència de les seqüències de polinomis interposats (1914).